# Madonna z Montserrat
Madonna z Montserrat (zwana też La Moreneta, co w języku katalońskim znaczy czarna) – drewniana romańska figura Matki Boskiej z Dzieciątkiem znajdująca się w klasztorze benedyktyńskim Montserrat w masywie górskim Montserrat w Katalonii. Początkowo uważano, że powstała w VI wieku, jednak po badaniach metodą węgla radioaktywnego określono czas jej powstania na drugą połowę XII wieku.

## Historia
Według legendy została wyrzeźbiona w pierwszych latach chrześcijaństwa w Jerozolimie przez świętego Łukasza i przywieziona do Katalonii przez świętego Piotra. W VIII wieku została ukryta przed Maurami. Odnaleziono ją pod koniec IX wieku. Legenda mówi, że figurki nie można było przesunąć, co uznano za cud.
Klasztor Montserrat z figurą Madonny stał się miejscem licznych pielgrzymek.
11 września 1881 papież Leon XIII ogłosił Madonnę z Montserrat patronką Katalonii.